# Constanza de Arlés
Constanza de Arlés (Arlés, c. 986 - Melun, 25 de julio del 1034), fue una reina consorte de los franceses por su matrimonio con Roberto II.

## Biografía
Nació hacia el año 986, siendo hija de Guillermo I de Provenza y de su segunda esposa Adelaida de Anjou. En 1003 se convirtió en reina de Francia al casarse con el rey Roberto II «el Piadoso», después de que este se separara de su segunda mujer, Berta de Borgoña, con quien vivía en concubinato tras haber repudiado en el 996 a Susana de Italia. El papa había declarado esta unión ilegal por ser Berta de Borgoña prima del rey, excomulgando a los dos amantes. Como de hecho el rey no tenía descendencia, decidió casarse con Constanza de Arlés.
A pesar de todo, Constanza es extraña a las costumbres de los Capetos, a quienes sus modos y maneras causan gran irritación. Es poco apreciada en la corte por sus intrigas y su crueldad (supuestamente habría dejado ciego a su confesor, acusado de herejía), y Roberto intenta en varias ocasiones repudiarla para tomar de nuevo como esposa a Berta de Borgoña, a quien no había dejado de ver ni de amar. Esto provoca que la corte se divida rápidamente en dos: los partidarios de Constanza por un lado y los de Berta por otro.
Constanza da siete hijos al rey, entre ellos el futuro Enrique I y Roberto. Ella prefiere a Roberto, pero su esposo elige a Enrique para sucederle. A la muerte del rey, llega incluso a intentar asesinar a Enrique, pero la tentativa fracasa y Enrique sube al trono. Entre tanto, Roberto se convierte en duque de Borgoña.
Alejada de la corte, Constanza muere el 25 de julio de 1034 en el castillo de Melun. Su tumba se encuentra en la Basílica de Saint Denis.

## Descendencia
Constanza y Roberto tuvieron siete hijos:
- Advisa, condesa de Auxerre, (c. 1003 - después de 1063). Casada con el conde Renaldo I de Nevers.
- Hugo (1007-1025). Asociado al trono por su padre, murió antes que lo pudiera suceder.
- Enrique (1008-1060). Rey de Francia, con el nombre de Enrique I.
- Adela de Flandes (1009-1079), casada con el duque Ricardo III de Normandía y después con el Conde Balduino V de Flandes. Su hija Matilde fue esposa de Guillermo I de Inglaterra
- Roberto «el Viejo» (1011-1076), primer duque de Borgoña de la casa de los Capetos. Fue abuelo de Enrique de Borgoña, padre de Alfonso I de Portugal y padre de Constanza de Borgoña, esposa de Alfonso VI «el Bravo», rey de Castilla y León.
- Eudes (1013-1056)
- Constanza (1014-¿?). Casada con el Conde Manasés de Dammartín. Este matrimonio hizo entrar las tierras de Danmartín, en la frontera de las tierras de la Corona, en el seno de la Casa de Montdidier, creando la Casa de Dammartin-Montdidier. En esta ocasión, Dammartin se erigió en condado.

| Predecesor: Berta de Borgoña | Reina consorte de los Francos 1003-1031 | Sucesor: Matilde de Frisia |